# Friedrich Fichter
Carl Friedrich Rudolf Fichter, communément dénommé Friedrich Fichter ou encore Fritz Fichter est un chimiste et électro-chimiste suisse, né le 6 juillet 1869 à Bâle et décédé le 6 juin 1952 à Bâle. Ce professeur de chimie minérale à l'université de Bâle est à l'origine de la revue scientifique Helvetica Chimica Acta.

## Biographie
Son père Johann Benedikt Fichter (1825-1913) est fabricant de rubans et passementier alors que sa mère Marie Elisabeth Seiler est la fille du marchand de draps bâlois Leonhard Seiler (1796-1855). Son grand-père paternel, Johann Jakob (1796-1879) était associé industriel dans l’usine de rubans DeBary & Bischoff jusqu’en 1853, avant de fonder sa propre usine. Son frère est le pasteur Johann Heinrich dit "Hans Fichter" (1861-1947)
En 1904, il épouse Maria Louise (1877-1959), fille de l’historien de l'illustre famille Bernoulli, August Christoph Bernoulli (1839-1921), avec qui il a trois fils et trois filles. Le corps de Fichter a son ultime demeure dans le cimetière du Wolfgottesacker à Bâle.

## Chimiste universitaire
Il étudie dès 1888 la chimie à l’Université de Bâle et à partir de 1890 rejoint l'université allemande de Strasbourg, expérimentant sous la direction de Rudolph Fittig, où il obtient son doctorat en 1894 avec la thèse sur l’acide propyl-itaconique, l’acide citraconique et l’acide mésaconique. En 1896, Privatdozent en poche, il retourne à Bâle, mais ne peut devenir que l’assistant de Jules Piccard. Il n'obtient la validation de son habilitation qu'en 1897. Sous la direction de Rudolf Nietzki, il est professeur associé de chimie minérale à l’Université de Bâle en 1903 et professeur de chimie minérale après le retrait de Nietzki en 1911. En 1932, il devient recteur de l’université. Il ne prend sa retraite universitaire qu'en 1939.
Initialement, il a travaillé principalement sur la chimie préparative, où il a réussi la première synthèse pure de béryllium. Plus tard, il s’est tourné vers l’électrochimie et a étudié méticuleusement les corps intermédiaires se formant à l’anode et à la cathode et les séquences de réaction dans lesquels ils sont impliqués.
En 1918, il fonde avec le chimiste genevois Philippe-Auguste Guye les Helvetica Chimica Acta. Friedrich Fichter est son grand rédacteur et reste son éditeur en chef jusqu’en 1948.
Un de ses élèves les plus connus, diplômé en 1925, est Paul Hermann Müller, chercheur au laboratoire du groupe Ciba-Geigy.
En 1928, il est invité et honoré par l'université de Birmingham. Ce recteur de l'université de Bâle a reçu, outre plusieurs doctorats honorifiques, la médaille Paracelse de la Société suisse de chimie en 1948. En 1932, il est élu membre de la Leopoldina.
Ce vice-président de l'Union Internationale de la Chimie a été président de l'union des sociétés chimiques suisses. Distingué par la France, cet ami de Louis Hackspill est chevalier de la légion d'honneur.

## Ses publications générales en allemand
- "Anleitung zum Studium der chemischen Reaktionen" (4th edition, 1928)
- "Übungen in quantitativer chemischer Analyse" (2nd edition, 1938)
- "Das Verhältnis der anorganischen zur organischen Chemie" (1933)
- "Organische Elektrochemie" ou Traité d'électrochimie organique (1942)

### Source
- (de) Cet article est partiellement ou en totalité issu de l’article de Wikipédia en allemand intitulé « Friedrich Fichter » (voir la liste des auteurs).

- (en) Cet article est partiellement ou en totalité issu de l’article de Wikipédia en anglais intitulé « Friedrich Fichter » (voir la liste des auteurs).